# Josh Bryceland
Joshua Antonio Torres "Josh" Bryceland (ur. 23 marca 1990 w Poynton) – brytyjski kolarz górski, trzykrotny medalista mistrzostw świata, a także zdobywca Pucharu Świata.

## Kariera
Pierwszy sukces w karierze Josh Bryceland osiągnął w 2008 roku, kiedy zdobył złoty medal w kategorii juniorów podczas mistrzostw świata w Val di Sole. W kategorii elite najlepszy wynik osiągnął na rozgrywanych w 2013 roku mistrzostwach świata w Pietermaritzburgu, gdzie był dziewiętnasty. W zawodach Pucharu Świata po raz pierwszy na podium stanął 3 lipca 2011 roku w Mont-Sainte-Anne, gdzie był drugi za Aaronem Gwinem z USA. Było to jego jedyne podium w sezonie 2011, który ukończył ostatecznie ukończył na dziesiątej pozycji. Na podium stanął także 29 lipca 2012 roku w Val d’Isère, gdzie zajął trzecie miejsce, za Brookiem MacDonaldem z Nowej Zelandii i swym rodakiem Gee Athertonem. Nie stawał więcej na podium w sezonie 2012, jednak uzyskane wyniki dały mu szóste miejsce w klasyfikacji generalnej. W sezonie 2014 zwyciężył w klasyfikacji końcowej Pucharu Świata, wyprzedzając Gwina i Troya Brosnana z Australii. Stanął na podium w pięciu z siedmiu zawodów, odnosząc dwa zwycięstwa: 15 czerwca w Leogang i 9 sierpnia w Windham.